# Alejandro (sang)
Alejandro er tredje single fra den amerikanske sangerinde Lady Gagas andet Ep, The Fame Monster. Sangen er skrevet af Lady Gaga og RedOne, og blev frigivet på verdensplan i 20. april 2010.

## Hitliste
| Hitliste (2009–10)                | Højeste placering |
| --------------------------------- | ----------------- |
| Australian Singles Chart          | 2                 |
| Austrian Singles Chart            | 2                 |
| Belgian Singles Chart (Flanders)  | 4                 |
| Belgian Singles Chart (Wallonia)  | 3                 |
| Brazil Billboard Hot 100 Airplay  | 1                 |
| Bulgarian Airplay Chart           | 1                 |
| Canadian Hot 100                  | 4                 |
| Czech Airplay Chart               | 1                 |
| Danish Singles Chart              | 4                 |
| Dutch Top 40                      | 4                 |
| Europa (European Hot 100 Singles) | 2                 |
| Finnish Singles Chart             | 1                 |
| French Singles Chart              | 3                 |
| German Singles Chart              | 2                 |
| Hungarian Singles Chart           | 5                 |
| Irish Singles Chart               | 3                 |
| Italian Singles Chart             | 2                 |
| New Zealand Singles Chart         | 11                |
| Norwegian Singles Chart           | 3                 |
| Polish Airplay Chart              | 1                 |
| Romanian Airplay Chart            | 1                 |
| Slovak Airplay Chart              | 2                 |
| Spanish Singles Chart             | 3                 |
| Swedish Singles Chart             | 4                 |
| Swiss Singles Chart               | 3                 |
| UK Singles Chart                  | 7                 |
| US Billboard Hot 100              | 5                 |
| US Adult Contemporary             | 13                |
| US Adult Pop Songs                | 13                |
| US Hot Dance Club Songs           | 1                 |
| US Latin Pop Songs                | 11                |
| US Pop Songs                      | 4                 |